# Mort Dixon
Mort Dixon (20 de março de 1892 — 23 de março de 1956) foi um notável letrista norte-americano.

## Biografia
Nascido em Nova Iorque, Dixon começou a escrever canções no início da década de 1920, e foi ativo nos anos 30. Ele alcançou o sucesso com seu primeiro trabalho publicado "That Old Gang of Mine", de 1923. Seus colaboradores principais foram os compositores Ray Henderson, Harry Warren, Harry M. Woods e Allie Wrubel.
Entre as suas letras são:  "That Old Gang Of Mine" (1921), "Bye Bye Blackbird" (1926), "I'm Looking Over a Four Leaf Clover" (1927), "Nagasaki" (1928), "Would You Like to Take a Walk?" (1930), "I Found a Million Dollar Baby", "You're My Everything", "River, Stay 'Way from My Door" (1931), "Flirtation Walk", "Mr and Mrs is the Name" (1934) e "The Lady in Red" (1935).
Dixon foi introduzido no Songwriters Hall of Fame. Ele faleceu em Bronxville, Nova Iorque.